# هنریک واوروفسکی
هنریک واوروفسکی (لهستانی: Henryk Wawrowski؛ زادهٔ ۲۵ سپتامبر ۱۹۴۹) بازیکن فوتبال اهل لهستان بود.
از باشگاه‌هایی که در آن بازی کرده‌است می‌توان به باشگاه فوتبال ایراکلیس ۱۹۰۸ و باشگاه ورزشی گواردیا ورشو اشاره کرد.
وی به‌همراه تیم ملی فوتبال لهستان به مقام نایب قهرمانی بازی‌های المپیک تابستانی ۱۹۷۶ رسیده‌است.